# Константин Константинов
Константин Константинов (болг. Константин Илиев Константинов; нар. 3 серпня 1890, Сливен — пом. 3 січня 1970, Софія) — болгарський письменник та перекладач.

## Біографія

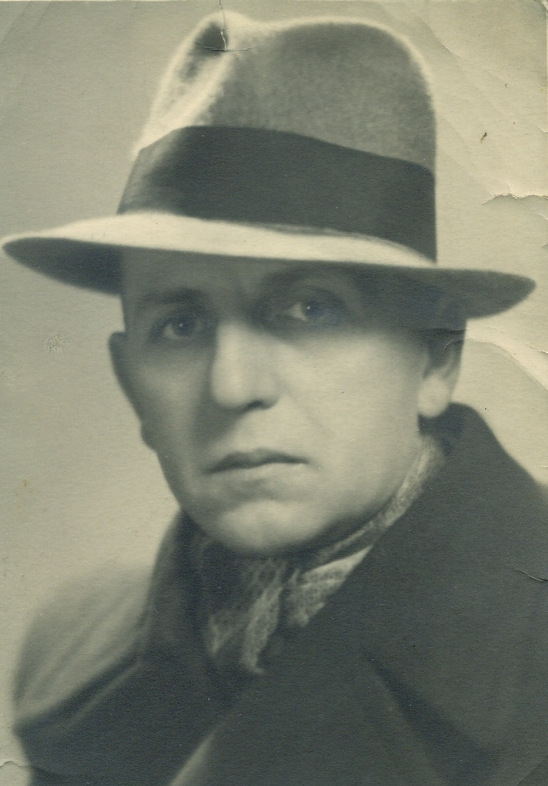
Портретна зйомка, 1940

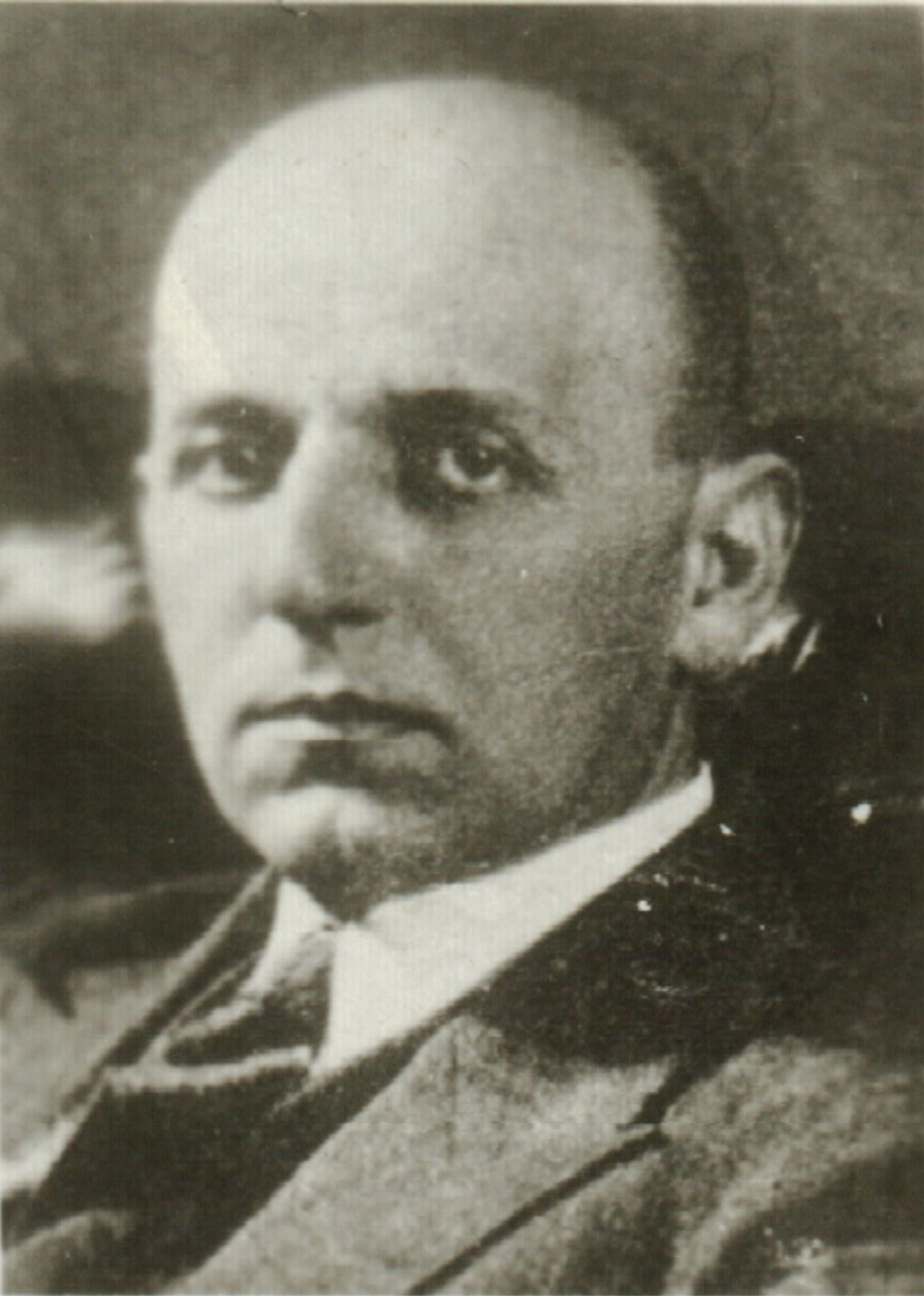
Константин Константинов. Джерело: газета «Архіви»

Народився 3 серпня 1890 в місті Сливен, закінчив юридичний факультет (1911) в Софійському університеті. З листопада 1911 по квітень 1912 жив в Парижі, де познайомився і потоваришував із символістом Ніколаєм Лілієвим. Працював суддею, адвокатом, юрисконсультом.
Його перші літературні спроби датуються 1907 роком. У 1914 видавав журнал «Звено» спільно з Димчо Дебеляновим та Димитаром Подварзачовим. У період з серпня по вересень 1944 року був директором радіо «Софія». Обраний головою (1945–1947) у секції «Література» в Будинку науки і мистецтв, а також головою (1945–1946) Спілки болгарських письменників.
Писав під псевдонімами болг. Душечка, Полишинел, Polichinel, Бродяга, Semper Idem

## Пам'ять
У 2004 році в Сливені його ім'ям була названа Національна літературна премія «Константин Константинов»[недоступне посилання з липня 2019].

## Творчість

### Збірники з оповіданнями
- «Към близкия» (1920)
- «Любов» (1925)
- «По земята» (1930)
- «Трета класа» (1936)
- «Ден по ден» (1938)
- «Седем часът заранта» (1940)
- «Птица над пожарищата» (1946)

### Романи
- Кръв" (1933), (1946), (1991)
- «Сърцето в картонената кутия» (1933) в съавторство със Светослав Минков

### Дитяча література
- Приказки за тебе" (1924)
- «Приказки на щурчето» (1927)
- «Отбор юнаци» (1933)
- «Ехо-о-о» (1938)
- «Приключенията на котарака Мър-Мър» (1945)
- «Малкият коминочистач»
- «Мечката»